# John Brunner (2e baronnet)
John Fowler Leece Brunner, 2e baronnet (24 mai 1865 - 16 janvier 1929) est un homme politique du Parti libéral britannique.

## Biographie
Brunner est le fils aîné de l'industriel John Brunner (1er baronnet). Il est élu aux élections générales de 1906 comme député de Leigh dans le Lancashire, siégeant sur les bancs libéraux avec son père, député de Northwich dans le Cheshire.
Lorsque son père prend sa retraite du Parlement aux élections de janvier 1910, il est élu pour lui succéder en tant que député de Northwich, et occupe le siège jusqu'à sa défaite aux élections générales de 1918.
Il se présente sans succès pour le siège de Southport aux élections générales de 1922, et l'emporte aux élections générales de 1923, mais est de nouveau battu aux élections générales de 1924.
Il se présente de nouveau à l'élection partielle de Cheltenham en 1928, mais n'arrive qu'à la deuxième place dans un siège sûr des conservateurs.
À la mort de son père en 1919, il lui succède comme baronnet.

## Mariage et famille
Le 8 septembre 1890, John rencontre des difficultés en nageant dans le lac de Côme, en Italie. Il est secouru par son jeune frère, Sidney Herbert Brunner, qui perd la vie dans le sauvetage. Le corps de Sidney est retrouvé le 10 septembre et enterré au bord du lac le lendemain https://www.ancestrylibraryedition.co.uk/boards/surnames.brunner/644. Il épouse Lucy Marianne Vaughan Morgan (1871-1941), fille d'Octavius Vaughan Morgan (1837-1896) et petite-fille de Thomas Morgan de Pipton, près de Glasbury, Breconshire (1796-1847). Leur fille Joyce Morgan Brunner épouse Sir William Arthington Worsley, 4e baronnet, et leur petite-fille Katharine épouse le prince Edward, duc de Kent, devenant ainsi Son Altesse Royale la duchesse de Kent. Leur fils Felix Brunner devient 3e baronnet à la mort de Sir John, à l'âge de 63 ans.